# Dunajov
Dunajov é um município da Eslováquia, situado no distrito de Čadca, na região de Žilina. Tem 6,06 km² de área e sua população em 2018 foi estimada em 1.163 habitantes.

## Demografia
| Ano:        | 1994 | 2004   | 2014    | 2024   |
| ----------- | ---- | ------ | ------- | ------ |
| Broj ljudi: | 907  | 914    | 1187    | 1105   |
| Razlika:    |      | +0,77% | +29,86% | -6,90% |

| Ano:               | 2023 | 2024   |
| ------------------ | ---- | ------ |
| Número de pessoas: | 1104 | 1105   |
| Diferença:         |      | +0,09% |